# Itata
Genre
Itata est un genre d'araignées aranéomorphes de la famille des Salticidae.

## Distribution
Les espèces de ce genre se rencontrent en Amérique du Sud et au Panama.

## Liste des espèces
Selon World Spider Catalog (version 18.0, 13/04/2017) :
- Itata completa (Banks, 1929)
- Itata isabellina (Taczanowski, 1878)
- Itata partita Mello-Leitão, 1930
- Itata tipuloides Simon, 1901
- Itata vadia Peckham & Peckham, 1894

## Publication originale
- Peckham & Peckham, 1894 : Spiders of the Marptusa group. Occasional Papers of the Natural History Society of Wisconsin, vol. 2, no 2, p. 85-156 (texte intégral).